# Noir (anime)
Noir (ノワール) là một anime được sản xuẩt bởi hãng Bee Train, phát sóng trên kênh TV Tokyo vào năm 2001. Anime được đánh giá khá cao, xếp hạng 2 trong top 10 anime do tạp chí Newtype bầu chọn, và cả hai nhân vật nữ chính đều được chọn trong top 10 nhân vật nữ được yêu thích. Đây là một trong số không nhiều những anime có cốt truyện được viết bởi những người làm anime chứ không phải được chuyển thể từ manga.
Noir được xem là anime đầu tiên trong bộ 3 anime về girls-with-guns gồm Noir, Madlax và El Cazador de la Bruja. Cả ba anime đều do hãng Bee Train sản xuất, Mashimo Kōichi đạo diễn, và Kajiura Yuki viết nhạc nền. Và cả ba đều có 2 nhân vật nữ chính, một lớn một nhỏ, và có pha chút ít thể loại yuri.

## Nội dung
Noir thuộc thể loại film noir mới (neo-noir), kể về xã hội đen. Hai nhân vật nữ chính trong anime là 2 nữ sát thủ. Tuy nhiên đặc điểm của anime là hoàn toàn không có máu, anime cũng tập trung vào cốt truyện và sự phát triển tâm lý nhân vật nhiều hơn là những màn bắn nhau. Do không có máu và những chi tiết bạo lực bị loại bỏ, anime dựa rất nhiều vào nhạc nền được sáng tác bởi Kajiura Yuki để tạo bầu không khí đen tối phù hợp với nội dung trên. Những bản nhạc như Salva Nos (Save Us), Canta Per Me (Sing For Me) là sự kết hợp giữa opera và techno, classical và pop, nghe như lời than khóc của các các thiếu nữ nhân vật chính, được sử dụng rất nhiều lần trong mỗi tập phim, và có thể nói là không thể thiếu.

## Nhân vật

### Mireille
- Tên: Mireille Bouquet
- Tuổi: Khoảng 20
- Quốc tịch:
- Màu tóc: Vàng

Kirika (trái) và Mireille.

- Vũ khí thường dùng: Súng Walther P99 của Đức
- Lý lịch: Một nữ sát thủ tóc vàng có gốc từ đảo Corse. Mireille là con gái của một gia đình mafia lớn, nhưng cả nhà cô bị giết khi cô còn rất nhỏ, và Mireille không thể nhớ chính xác điều gì đã xảy ra ngoại trừ một bản nhạc đã in sâu vào tâm trí cô lúc đó. Mireille được chú của mình huấn luyện trở thành một sát thủ, và khi cô gặp Kirika, một cô bé mang trên mình chiếc đồng hồ phát ra tiếng nhạc giống như trong ký ức của cô, Mireille quyết định cùng Kirika điều tra về quá khứ của mình. Mireille nói với Kirika "Sau khi xong chuyện tôi sẽ giết cô", nhưng cuối cùng 2 người có tình cảm đặc biệt với nhau.

### Kirika
- Tên: Yuumura Kirika
- Tuổi: Khoảng 15
- Quốc tịch:
- Màu tóc: Nâu sẫm
- Vũ khí thường dùng: Súng Beretta M1934 của Ý
- Lý lịch: Kirika là một cô gái nhỏ thường mang một bộ mặt rầu rĩ và không bao giờ cười. Cô từng hỏi Mireille "Chúng ta kiếm ăn hàng ngày bằng cách giết người, làm sao vui nổi?" Kirika hoàn toàn không nhớ gì về quá khứ của mình, tuy nhiên cô lại là một sát thủ giỏi hơn Mireille rất nhiều. Mặc dù vậy, Mireille thường nói "phương thức giết người của Kirika quá thô bỉ, không đẹp chút nào".

### Chloe
- Tên: Chloe
- Tuổi: khoảng 15
- Quốc tịch: ?
- Màu tóc: Tím Trầm
- Vũ khí thường dùng: Dao găm
- Lý lịch: Chloe là một trong 3 ứng cử viên để trở thành "Maidens". Cô là người trung thành với Altena của tổ chức "Les Soldats", và là người giỏi nhất so với Kirika và Mireille. Chloe thích Kirika và muốn giết Mireille để loại bỏ cô này. Trong cuộc đấu giữa Mireille và Chloe ở tập gần cuối, Mireille thua thảm hại, nhưng Kirika đã chọn Mireille và giúp đỡ cô.

## OSTs
| OST I 1. Kopperia no Hitsugi /Ali Project 2. les soldats 3. snow 4. canta per me 5. Corsican corridor 6. ode to power 7. solitude by the window 8. romance 9. silent pain 10. lullaby 11. mélodie 12. chloe 13. whispering hills 14. zero hour 15. liar you lie 16. sorrow 17. salva nos 18. Kirei na Kanjou /Akino Arai | OST II 1. le grand retour 2. secret game 3. fake garden 4. les soldats II 5. in memory of you 6. colosseum 7. salva nos II 8. maze 9. in peace 10. despair 11. power-hungry 12. black is black 13. canta per me II 14. at dusk 15. premonition 16. killing 17. a farewell song 18. Kirei na Kanjou – piano ver. 19. indio | |
| OST III - blanc dans NOIR | Disc 1 1. Aka to Kuro 2. prelude 3. canta per me – Japanese ver. 4. lullaby – Japanese ver. 5. Aime moi 6. Himitsu 7. salva nos – dialogie remix ver. 8. love 9. Gensou Rakuen | Disc 2 1. guests B 2. melody – "salva nos" ver. 3. jealousy 4. at dawn 5. black society 6. family affection 7. church 8. at ease |

## Bài hát trong phim
- Mở đầu: "Kopperia no Hitsugi" (Coppélia's Casket) do ALI Project thể hiện. ALI Project là nhóm nhạc gothic lolita rất nổi tiếng ở Nhật.
- Kết thúc: "Kirei na Kanjou" (Beautiful Emotions) của nữ nhạc sĩ/ca sĩ Arai Akino.

## Tập phim
- 黒き手の処女たち (Black-Handed Maidens)
- 日々の糧 (Daily Bread)
- 暗殺遊戯 (The Assassination Play)
- 波の音 (Sound of the Waves)
- レ・ソルダ (Les Soldats)
- 迷い猫 (Black Thread of Fate)
- イントッカービレ I (Intoccabile I)
- イントッカービレ II (Intoccabile II)
- 真のノワール (Shin Noir)
- 月下之茶宴 (Tea Party under the Moonlight)
- 刺客行 (The Assassination Mission)
- 地獄の季節 (Hell Season)
- ミレイユに花束を (Flower Bouquet for Mireille Bouquet)
- 冷眼殺手 I (Cold-Blooded Killer I)
- 冷眼殺手 II (Cold-Blooded Killer II)
- コルシカに還る (Corsican Return)
- 私の闇 (Darkness within Me)
- ソルダの両手 (2 Hands of Soldats)
- 罪の中の罪 (The Sin of Sins)
- 無明の朝 (Morning without Dawn)
- 旅路の果て (End of Journey)
- 残花有情 (Sentiments for the Remaining)
- 暗黒回帰 (Le Grand Retour)
- 業火の淵 (The Depth of Hell's Fire)
- 誕生 (Birth)